# District de Güssing
Güssing est un Bezirk (district) du Land autrichien de Burgenland.
Le district de Güssing est constitué des municipalités suivantes :
- Bocksdorf
- Burgauberg-Neudauberg
- Eberau
- Gerersdorf-Sulz
- Güssing
- Güttenbach
- Heiligenbrunn
- Kukmirn
- Neuberg im Burgenland
- Neustift bei Güssing
- Olbendorf
- Ollersdorf im Burgenland
- Sankt Michael im Burgenland
- Stegersbach
- Stinatz
- Strem
- Tobaj
- Hackerberg
- Wörterberg
- Großmürbisch
- Inzenhof
- Kleinmürbisch
- Tschanigraben
- Heugraben
- Rohr im Burgenland
- Bildein
- Rauchwart
- Moschendorf